# Palazzetto Altemps

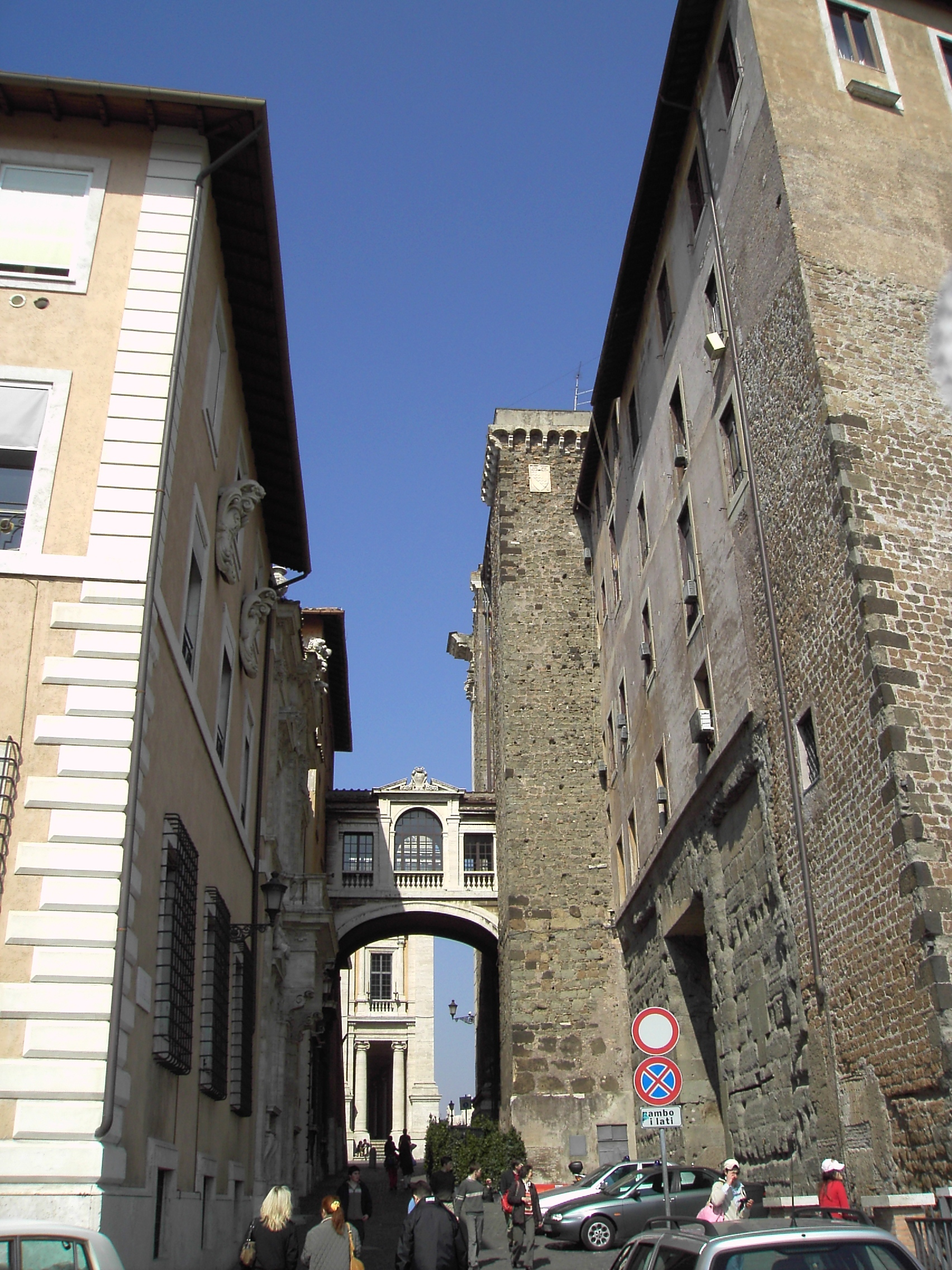
Nesta vista da Via del Campidoglio, o Palazzetto Altemps está à esquerda. No fim da rua está a Piazza del Campidoglio e à direita, a lateral do Tabulário.

Palazzetto Altemps é um nome informal para um edifício localizado na Via del Campidoglio, no rione Campitelli de Roma, ao sul do Palazzo Senatorio, que fica na Piazza del Campidoglio.

## História
Os edifícios que ficavam originalmente neste local foram modificados na década de 1920 para abrir espaço para novos escritórios para a Comuna de Roma. Um destes novos edifícios foi decorado com a fachada do antigo Palazzeto Altemps, um pequeno palacete que ficava localizado perto da Porta del Popolo e que foi demolido para permitir o alargamento da Via Flaminia. A fachada, desenhada por Onorio Longhi em 1600, faz muitas referências ao símbolo heráldico da família Altemps, um bode empinado. Os Altemps tinham também um palácio muito elegante na cidade, o Palazzo Altemps, construído pelo cardeal Marco Sittico Altemps, sobrinho do papa Pio IV.